# Adiantum papillosum
Adiantum papillosum é uma espécie de planta do gênero Adiantum e da família das pteridáceas (Pteridaceae). A espécie foi descrita em 1964 por Oswaldo Handro. A espécie é endêmica do Brasil e encontrada nos estados brasileiros de Espírito Santo, Minas Gerais, Paraná, Rio de Janeiro e talvez São Paulo. No Rio de Janeiro ocorre em altitude cerca de 600 metros. É uma espécie terrícola e herbácea. A espécie é encontrada no domínio fitogeográfico de Mata Atlântica, em regiões com vegetação de floresta ombrófila pluvial.
Em 2005, foi citada como vulnerável na Lista de Espécies da Flora Ameaçadas do Espírito Santo, no sudeste do Brasil; e em 2014, como em perigo na Lista Vermelha de Ameaça da Flora Brasileira do Centro Nacional de Conservação da Flora (CNCFlora); e em 2022, como em perigo na Lista Oficial de Espécies da Flora Brasileira Ameaçadas de Extinção - Anexo 1 Portaria MMA N.º 148, de 7 de junho de 2022 (Parte 12).